# Troppo rischio per un uomo solo (album)
Troppo rischio per un uomo solo è un album del gruppo rock demenziale italiano Skiantos pubblicato nel 1989.

## Il disco
Troppo rischio per un uomo solo è prodotto da Roberto Casini. Il disco non è mai stato ristampato e quindi è di difficile reperibilità.
Il brano Non voglio più è stato inserito nella raccolta La krema del 2002.
Il disco conta sulle collaborazioni dei seguenti artisti: Roberto Casini (piatti, percussioni), Mark Harris (tastiera), Gianni Fini (cori), Gruppo Madela's (cori).

## Tracce
Lato A
1. Non voglio più – 5:04
2. Ancora sovversivo – 3:30
3. Le ragazze mi dicono di no – 4:30
4. Sbagliando nota – 3:10
5. Blues degli orti metropolitani – 2:50

Durata totale: 19:04
Lato B
1. Fate piano – 3:30
2. Ti voglio così – 5:10
3. Sono nervoso – 3:50
4. Brutte figure – 3:40
5. Odio tutti – 3:10

Durata totale: 19:20

## Formazione
- Roberto "Freak" Antoni - voce
- Fabio "Dandy Bestia" Testoni - chitarra elettrica e cori
- Lucio Bellagamba - basso
- Carlo "Charlie Molinella" Atti - sax tenore (3,4,6,9)
- Sandro "Belluomo" Dall'Omo - tastiere
- Fabio "Tormento Pestolesto" Grandi - batteria
- Mark Harris - tastiere (3,7,8,10), pianoforte (5), arrangiamenti (1,6,10), cori (5), basso (6)
- Roberto Casini - produttore, piatti , percussioni , arrangiamenti (3,6,10)